# Championnat d'Azerbaïdjan de football 2024-2025
Navigation
Édition précédente Édition suivante
La saison 2024-2025 du Championnat d'Azerbaïdjan de football est la trente-troisième édition de la première division en Azerbaïdjan. Les dix meilleurs clubs du pays sont regroupés au sein d'une poule unique où ils s'affrontent quatre fois, deux fois à domicile et deux fois à l'extérieur.
Lors de cette saison, le Qarabağ FK défend son titre face à 9 autres équipes.
Trois places qualificatives pour les compétitions européennes sont attribuées par le biais du championnat (une place au deuxième tour de qualification de la Ligue des champions 2025-2026 et deux places au deuxième tour de qualification de la Ligue Conférence 2025-2026). Une autre place qualificative pour la Ligue Europa 2025-2026 sera garantie au vainqueur de la Coupe d'Azerbaïdjan.
Cette saison est la dernière avec 10 participants, à partir de la prochaine saison le championnat se disputera avec 12 équipes.

## Participants
- Qarabağ FK
- Sabah FC
- FK Neftchi Bakou
- Zirə FK
- PFK Turan Tovuz
- Kapaz PFC
- FK Sumgayit
- Sabail FK
- Araz Nakhitchevan
- Shamakhi FK - promu de D2

## Compétition

### Classement
Le classement est calculé avec le barème de points suivant : une victoire vaut trois points, le match nul un. La défaite ne rapporte aucun point.
En cas d'égalité de points les critères sont : 
1. le plus grand nombre de points en confrontation directe;
2. la différence de but dans les confrontations directes ;
3. plus grand nombre de buts ;
4. plus grand nombre de buts à l'extérieur dans les confrontations directes ;
5. plus grande différence de buts générale ;
6. plus grand nombre de buts marqués

| Rang | Équipe            | Pts | J  | G  | N  | P  | Bp | Bc | Diff |
| ---- | ----------------- | --- | -- | -- | -- | -- | -- | -- | ---- |
| 1    | Qarabağ FK T      | 89  | 36 | 28 | 5  | 3  | 86 | 19 | +67  |
| 2    | Zirə FK           | 74  | 36 | 23 | 5  | 8  | 59 | 27 | +32  |
| 3    | Araz Nakhitchevan | 58  | 36 | 15 | 13 | 8  | 34 | 29 | +5   |
| 4    | PFK Turan Tovuz   | 55  | 36 | 14 | 13 | 9  | 45 | 39 | +6   |
| 5    | Sabah FC C        | 48  | 36 | 10 | 18 | 8  | 50 | 46 | +4   |
| 6    | FK Neftchi Bakou  | 43  | 36 | 10 | 13 | 13 | 39 | 49 | -10  |
| 7    | Shamakhi FK P     | 36  | 36 | 9  | 9  | 18 | 32 | 46 | -14  |
| 8    | FK Sumgayit       | 33  | 36 | 9  | 6  | 21 | 31 | 53 | -22  |
| 9    | Kapaz PFC         | 32  | 36 | 8  | 8  | 20 | 28 | 65 | -37  |
| 10   | Sabail FK         | 22  | 36 | 4  | 10 | 22 | 28 | 59 | -31  |

Qualifications européennes
Ligue des champions 2025-2026
- 1er : 2e tour de qualification

Ligue Europa 2025-2026
- C : 1er tour de qualification

Ligue Conférence 2025-2026
- 2e et 3e : 2e tour de qualification

Relégation en deuxième division
- 10e : relégation

Abréviations
- Qarabağ FK remporte son douzième titre de champion, le quatrième d'affilé[1]

- Sabah FC gagne la Coupe d'Azerbaïdjan[2] et se qualifie pour la Ligue Europa 2025-2026.

## Tableau d'honneur
| Championnat d'Azerbaïdjan de football 2024-2025 |                        |
| Champion                                        | Qarabağ FK (12e titre) |
| Dauphin                                         | Zirə FK                |
| Coupes et trophées                              |                        |
| Vainqueur de la Coupe d'Azerbaïdjan 2024-2025   | Sabah FC               |
| Qualifications continentales                    |                        |
| Ligue des champions 2025-2026                   | Qarabağ FK             |
| Ligue Europa 2025-2026                          | Sabah FC               |
| Ligue Conférence 2025-2026                      | Zirə FK                |
| Ligue Conférence 2025-2026                      | Araz Nakhitchevan      |
| Promotions et relégations                       |                        |
| Promus en première division                     | FK Qabala              |
| Promus en première division                     | Mil-Muğan FK           |
| Promus en première division                     | FK Karvan              |
| Relégués en deuxième division                   | Sabail FK              |